# Thomas Erskine May
Pour les articles homonymes, voir Thomas Erskine.
Thomas Erskine May (8 février 1815 - 17 mai 1886) est un théoricien de la constitution britannique, qui fait toute sa carrière à la Chambre des communes. 

## Biographie
Thomas Erskine May est né à Highgate, dans le Middlesex, le 8 février 1815 et est baptisé le 21 septembre 1815 à St Martin-in-the-Fields à Westminster. Ses parents sont enregistrés sous le nom de Thomas et Sarah May . Il fait ses études à la Bedford School . 
Il commence son service parlementaire en 1831, à l'âge de 16 ans, en tant que bibliothécaire adjoint à la bibliothèque de la Chambre des communes. Il est admis au Middle Temple le 20 juin 1834 et admis au barreau le 4 mai 1838 . Il épouse Johanna Laughton, de Fareham, le 27 août 1839 . Il devient examinateur de pétitions concernant des projets de loi privés en 1846 et, de 1847 à 1856, est maître des impôts pour les deux chambres du Parlement. En 1856, il devient greffier adjoint de la Chambre des communes. 
Il est nommé compagnon de l'ordre du Bain (CB) le 16 mai 1860 et promu au rang de chevalier commandeur (KCB) le 6 juillet 1866. Le 16 février 1871, il est nommé greffier de la Chambre des communes par Lettres patentes. En 1873, il est élu conseiller du Middle Temple et obtient un doctorat honorifique en droit civil de l'Université d'Oxford en 1874. En 1880, il est nommé lecteur du Middle Temple et admis au Conseil privé en 1884. 
Le 10 mai 1886, peu après son départ à la retraite du poste de greffier de la Chambre des communes, il est créé « baron Farnborough, de Farnborough, dans le comté de Southampton ».  Il meurt le 17 mai 1886  et ne laisse aucun héritier. La baronnie s'éteint, devenant la deuxième pairie la plus courte de l'histoire britannique, après la baronnie de Leighton. 
Sir William McKay, qui édite le journal privé d'Erskine May, laisse entendre qu'il est probablement un fils ou un petit-fils non reconnu de Thomas Erskine (1er baron Erskine).

## Œuvres remarquables
L'ouvrage le plus célèbre de May, le traité sur la loi, les privilèges, les délibérations et l'utilisation du Parlement (maintenant connu sous le nom d'Erskine May : pratique parlementaire ou tout simplement Erskine May) est publié pour la première fois en 1844. Le livre en est actuellement à sa 25e édition (2019). Il est officieusement considéré comme faisant partie de la Constitution du Royaume-Uni. Le guide fait autorité dans de nombreux pays du Commonwealth et exerce souvent une forte influence sur les conventions constitutionnelles. Il est disponible gratuitement en ligne depuis juillet 2019 sur le site du Parlement britannique.
L’histoire constitutionnelle de l’Angleterre depuis l’accession de George III, 1760 à 1860 est un autre ouvrage remarquable.  (ISBN 0-8377-2429-5)